# Butcher Island
Butcher Island är en ö i Indien.   Den ligger i delstaten Maharashtra, i den sydvästra delen av landet, 1 200 km söder om huvudstaden New Delhi. Arean är 0,36 kvadratkilometer.
Terrängen på Butcher Island är platt. Öns högsta punkt är 18 meter över havet. Den sträcker sig 0,9 kilometer i nord-sydlig riktning, och 0,7 kilometer i öst-västlig riktning.